# Vampyressa thyone
Vampyressa thyone (Thomas, 1909) è un pipistrello della famiglia dei Fillostomidi diffuso nell'America centrale e meridionale.

## Descrizione

### Dimensioni
Pipistrello di piccole dimensioni, con la lunghezza della testa e del corpo tra 43 e 52 mm, la lunghezza dell'avambraccio tra 29 e 34 mm, la lunghezza del piede tra 7 e 10 mm, la lunghezza delle orecchie tra 11 e 15 mm e un peso fino a 11 g.

### Aspetto
La pelliccia è relativamente corta, con i singoli peli tricolori. Le parti dorsali sono brunastre chiare con la base più scura, mentre le parti ventrali sono giallo-brunastre chiare. Il muso è corto e largo. La foglia nasale è ben sviluppata, marrone con i margini giallastri e lanceolata. Due strisce bianche indistinte sono presenti su ogni lato del viso separate da una banda più scura, la prima si estende dall'angolo esterno della foglia nasale fino a dietro l'orecchio, mentre la seconda parte dell'angolo posteriore della bocca e termina alla base del padiglione auricolare.  Le orecchie sono grandi, rotonde, appuntite, nerastre e con la base e i bordi giallastri. Il trago è piccolo, giallastro, triangolare, con il bordo posteriore dentellato e un lobo allungato alla base anteriore. Le membrane alari sono marroni o marroni scure. È privo di coda, mentre l'uropatagio è ridotto ad una sottile membrana lungo la parte interna degli arti inferiori e con il margine libero leggermente frangiato al centro. Il calcar è molto corto.

## Biologia

### Comportamento
Costruisce dei rifugi arrotolando foglie di piante di Philodendron dove forma dei gruppi fino a 5 individui. È attiva durante le prime due ore dopo il tramonto.

### Alimentazione
Si nutre di fichi ed altri piccoli frutti.

### Riproduzione
Danno alla luce un piccolo due volte l'anno alla fine della stagione secca ed a metà di quella umida.

## Distribuzione e habitat
Questa specie è diffusa dagli stati messicani di Oaxaca e Veracruz, attraverso il Belize, Guatemala settentrionale, Honduras, Nicaragua, Costa Rica, Panama, Colombia, Venezuela, Guyana settentrionale, Guyana francese, Ecuador, Perù e Bolivia settentrionale fino agli stati brasiliani occidentali di Acre e Rondônia.
Vive nelle foreste tropicali sempreverdi e semi-decidue fino a 1.500 metri di altitudine

## Conservazione
La IUCN Red List, considerato il vasto areale e la relativa abbondanza, classifica V.thyone come specie a rischio minimo (Least Concern)).